# Unterseeboot 371
Le Unterseeboot 371 (ou U-371) est un sous-marin allemand (U-Boot) de type VII.C utilisé par la Kriegsmarine (marine de guerre allemande) pendant la Seconde Guerre mondiale.

## Construction
L'U-371 est un sous-marin océanique de type VII C. Construit dans les chantiers de Howaldtswerke AG à Kiel, la quille du U-371 est posée le 17 novembre 1939 et il est lancé le 27 janvier 1941. L'U-371 entre en service un mois et demi plus tard.

## Historique
Mis en service le 15 mars 1941, l'Unterseeboot 371 reçoit sa formation de base sous les ordres de l'Oberleutnant zur See Heinrich Driver à Kiel en Allemagne au sein de la 1. Unterseebootsflottille jusqu'au 30 juin 1941, puis l'U-371 intègre sa formation de combat toujours dans la 1. Unterseebootsflottille, mais à la base sous-marine de Brest. À partir du 1er novembre 1941, il est affecté à la 23. Unterseebootsflottille à Salamine, puis, le 15 avril 1942, à la 29. Unterseebootsflottille dans le port de Toulon.
L'U-371 a réalisé 19 patrouilles de guerre, coulant huit navires marchands ennemis pour un total de 51 401 tonneaux, deux navires de guerre ennemis pour un total de 2 286 tonnes, un navire de guerre auxiliaire de 545 tonneaux, endommageant quatre navires marchands pour un total de 28 072 tonneaux, deux navires de guerre pour un total de 2 500 tonnes et a endommagé de manière irrécupérable deux navires marchands pour un total de 13 341 tonneaux au cours de ses 424 jours en mer.
Pour sa première patrouille, il quitte le port de Kiel le 5 juin 1941, sous les ordres du Kapitänleutnant Heinrich Driver, nouvellement promu depuis le 1er avril 1941. 

Le 30 juin 1941 à 12 h 30, dans le golfe de Gascogne sur le chemin de retour, un bombardier Bristol Blenheim britannique de la RAF surprend l’U-371 qui le confond avec un Junkers Ju 88 allemand. L'avion largue deux bombes anti-sous-marine de 250 livres et une bombe GP de 250 livres, visant l'arrière. Les bombes explosent à 30 mètres par tribord. L’U -371 plonge indemne et échappe à une troisième bombe GP.

Le même jour, à 17 h 5, un Bristol Beaufort de la RAF (du Squadron 217/R) surprend l'U-371 par une attaque à la bombe occultée par le soleil ; l'U-Boot plonge et les deux bombes de 250 livres larguées explosent à 12 mètres devant l'étrave. L'avion tourne autour du point de plongée de l'U-Boot et lui envoie quatre autres grenades ; l'U-371 se trouve à plus de 40 mètres de profondeur et s'échappe sans dommage.

Après 27 jours en mer et deux navires ennemis coulés pour un total de 11 138 tonneaux, l'U-371 arrive à la base sous-marine de Brest le 1er juillet 1941.
Le 6 avril 1942, le Kapitänleutnant Heinrich Driver cède le commandement de l'U-371 au Kapitänleutnant Heinz-Joachim Neumann. Sous ses ordres, l'U-371 participe à sa sixième patrouille partant de l'île de Salamine le 21 avril 1942.

Le 7 mai 1942, l'U-Boot est touché par des charges de profondeur lancées de deux chasseurs de sous-marins et est si gravement endommagé qu'il abandonne sa mission et retourne à Salamine le 9 mai 1942.
Le 25 mai 1942, l'U-371 reçoit un nouveau commandant: le Kapitänleutnant Waldemar Mehl qui réalise de sa septième à sa dix-huitième patrouille.
Au cours de sa neuvième patrouille, commencée le 7 décembre 1942 de Messine, le 7 janvier 1943 à 12 h 4 en Méditerranée, au large d'Alger, l'U-371 attaque trois chalutiers armés et en coule un, le HMS Jura. Les deux autres, le HMS Ruskholm et le HMS Stronsay larguent 24 charges de profondeur en cinq passes avant de perdre sa trace à 12 h 31. L'U-Boot s'échappe en bon état.

Après 35 jours en mer et un succès de 7 704 tonneaux, l'U-371 arrive à la Spezia le 10 janvier 1943.
Lors de la dixième patrouille (du 14 février au 3 mars 1943), l'U-371 est localisé le 23 février 1943 à 14 h 6 par le HMS Felixstowe après le naufrage du Fintra coulé par l'U-371 à environ 30 milles marins à l'est-nord-est d'Alger. Le dragueur de mines largue 25 charges de profondeur en six attaques entre 14 h 10 et 15 h 8 ; il observe des bulles d'air remontant à la surface après les deuxième et sixième passages. Son commandant considére le sous-marin comme coulé, mais l'U-371, en bon état, s'échapper en se rapprochant de la côte.
Le 5 avril 1944, l'Oberleutnant zur See Horst-Arno Fenski prend le commandement de l'U-371.
Sa dix-neuvième patrouille commence le 23 avril 1944 en partant de Toulon. Après 12 jours en mer et l'attaque réussie du convoi GUS-38 (deux navires endommagés pour un total de 2 500 tonneaux les 3 et 4 mai 1944), l'U-371 est coulé le 4 mai 1944 à 4 h 9 en Méditerranée au nord de Constantine, à la position géographique de 37° 49′ N, 5° 39′ E par des charges de profondeur lancées par l'escorte du convoi, les destroyers d'escortes américains USS Pride et USS Joseph E. Campbell, le destroyer d'escorte français Sénégalais et le destroyer d'escorte britannique HMS Blankney.
Trois des 52 membres d'équipage meurent dans cette attaque ; il y a 49 survivants.

## Affectations successives
- 1. Unterseebootsflottille à Kiel du 15 mars au 30 juin 1941 (entrainement)
- 1. Unterseebootsflottille à Brest du 1er juillet au 31 octobre 1941 (service actif)
- 23. Unterseebootsflottille à Salamine du 1er novembre 1941 au 14 avril 1942 (service actif)
- 29. Unterseebootsflottille à Toulon du 15 avril 1942 au 4 mai 1944 (service actif)

## Commandement
- Oberleutnant zur See, puis Kapitänleutnant Heinrich Driver 15 mars 1941 au 5 avril 1942
- Oberleutnant zur See Karl-Otto Weber du 26 mars au 6 avril 1942
- Kapitänleutnant Heinz-Joachim Neumann du 6 avril au 24 mai 1942 par intérim
- Kapitänleutnant Waldemar Mehl du 25 mai 1942 au 4 avril 1944
- Oberleutnant zur See Horst-Arno Fenski du 5 avril au 4 mai 1944

## Patrouilles
|       | Commandant                   | Départ            | Départ    | Arrivée           | Arrivée   | Jours     | Succès   |
| ----- | ---------------------------- | ----------------- | --------- | ----------------- | --------- | --------- | -------- |
| 1     | Kptlt. Heinrich Driver       | 5 juin 1941       | Kiel      | 1er juillet 1941  | Brest     | 27 jours  | 11 138   |
| 2     | Kptlt. Heinrich Driver       | 23 juillet 1941   | Brest     | 19 août 1941      | Brest     | 28 jours  | 13 984   |
| 3     | Kptlt. Heinrich Driver       | 16 septembre 1941 | Brest     | 24 octobre 1941   | Salamine  | 39 jours  |          |
| 4     | Kptlt. Heinrich Driver       | 4 décembre 1941   | Salamine  | 10 janvier 1942   | Salamine  | 38 jours  |          |
| 5     | Kptlt. Heinrich Driver       | 4 mars 1942       | Salamine  | 25 mars 1942      | Salamine  | 22 jours  |          |
| 6     | Kptlt. Heinz-Joachim Neumann | 21 avril 1942     | Salamine  | 9 mai 1942        | Salamine  | 19 jours  |          |
|       | Kptlt. Waldemar Mehl         | 1er juillet 1942  | Salamine  | 7 juillet 1942    | Pula      | 7 jours   |          |
| 7     | Kptlt. Waldemar Mehl         | 5 septembre 1942  | Pula      | 18 septembre 1942 | Salamine  | 14 jours  |          |
|       | Kptlt. Waldemar Mehl         | 12 octobre 1942   | Salamine  | 16 octobre 1942   | Pula      | 15 jours  |          |
| 8     | Kptlt. Waldemar Mehl         | 1er décembre 1942 | Pula      | 4 décembre 1942   | Messine   | 4 jours   |          |
| 9     | Kptlt. Waldemar Mehl         | 7 décembre 1942   | Messine   | 10 janvier 1943   | La Spezia | 35 jours  | 7 704    |
| 10    | Kptlt. Waldemar Mehl         | 14 février 1943   | La Spezia | 3 mars 1943       | La Spezia | 18 jours  | 9 265    |
| 11    | Kptlt. Waldemar Mehl         | 7 avril 1943      | La Spezia | 11 mai 1943       | Toulon    | 35 jours  | 1 162    |
| 12    | Kptlt. Waldemar Mehl         | 3 juillet 1943    | Toulon    | 12 juillet 1943   | Toulon    | 10 jours  | 13 737   |
| 13    | Kptlt. Waldemar Mehl         | 22 juillet 1943   | Toulon    | 11 août 1943      | Toulon    | 21 jours  | 6 004    |
| 14    | Kptlt. Waldemar Mehl         | 21 août 1943      | Toulon    | 3 septembre 1943  | Toulon    | 14 jours  |          |
| 15    | Kptlt. Waldemar Mehl         | 7 octobre 1943    | Toulon    | 28 octobre 1943   | Toulon    | 22 jours  | 9 462    |
| 16    | Kptlt. Waldemar Mehl         | 15 novembre 1943  | Toulon    | 23 novembre 1943  | Toulon    | 9 jours   |          |
| 17    | Kptlt. Waldemar Mehl         | 22 janvier 1944   | Toulon    | 13 février 1944   | Toulon    | 23 jours  |          |
| 18    | Kptlt. Waldemar Mehl         | 4 mars 1944       | Toulon    | 25 mars 1944      | Toulon    | 22 jours  | 23 189   |
| 19    | Oblt. Horst-Arno Fenski      | 23 avril 1944     | Toulon    | 4 mai 1944        | Coulé     | 12 jours  | 2 500    |
| Total | Total                        | Total             | Total     | Total             | Total     | 424 jours | 98 145 t |

Note : Oblt. = Oberleutnant zur See - Kptlt. = Kapitänleutnant

### Opérations Wolfpack
L'U-371 a opéré avec les Wolfpacks (meute de loups) durant sa carrière opérationnelle:
1. Kurfürst (17 juin 1941 - 20 juin 1941)
2. Goeben (16 septembre 1941 - 24 septembre 1941)

## Navires coulés
L'Unterseeboot 371 a coulé huit navires marchands ennemis pour un total de 51 401 tonneaux, deux navires de guerre ennemis pour un total de 2 286 tonnes, un navire de guerre auxiliaire de 545 tonneaux, a endommagé quatre navires marchands pour un total de 28 072 tonneaux, deux navires de guerre pour un total de 2 500 tonnes et a endommagé de manière irrécupérable deux navires marchands pour un total de 13 341 tonneaux au cours des 19 patrouilles (412 jours en mer) qu'il effectua.
| Date            | Nom                 | Nationalité                      | Tonnage (GRT) | Convoi  | Fait                      |
| --------------- | ------------------- | -------------------------------- | ------------- | ------- | ------------------------- |
| 12 juin 1941    | Silverpalm          | Royaume-Uni                      | 6 373         |         | Coulé                     |
| 24 juin 1941    | Vigrid              | Norvège                          | 4 765         | HX-133  | Coulé                     |
| 30 juillet 1941 | Shahristan          | Royaume-Uni                      | 6 935         | OS-1    | Coulé                     |
| 30 juillet 1941 | Sitoebondo          | Pays-Bas                         | 7 049         | OS-1    | Coulé                     |
| 7 janvier 1943  | HMT Jura            | Royal Navy                       | 545           |         | Coulé                     |
| 7 janvier 1943  | Ville de Strasbourg | Royaume-Uni                      | 7 159         | MKS-5   | Endommagé                 |
| 23 février 1943 | Fintra              | Royaume-Uni                      | 2 089         | Ropsley | Coulé                     |
| 28 février 1943 | Daniel Carroll      | États-Unis                       | 7 176         | TE-16   | Endommagé                 |
| 27 avril 1943   | Merope              | Pays-Bas                         | 1 162         |         | Coulé                     |
| 10 juillet 1943 | Gulfprince          | États-Unis                       | 6 561         | ET-22A  | Endommagé                 |
| 10 juillet 1943 | Matthew Maury       | États-Unis                       | 7 176         | ET-22A  | Endommagé                 |
| 7 août 1943     | Contractor          | Royaume-Uni                      | 6 004         | GTX-5   | Coulé                     |
| 11 octobre 1943 | HMS Hythe (J194)    | Royal Navy                       | 656           | MKS-27  | Coulé                     |
| 13 octobre 1943 | USS Bristol         | US Navy                          | 1 630         |         | Coulé                     |
| 15 octobre 1943 | James Russell Lowel | États-Unis                       | 7 176         | GUS-18  | Endommagé - Irrécupérable |
| 17 mars 1944    | Dempo               | Pays-Bas                         | 17 024        | SNF-17  | Coulé                     |
| 17 mars 1944    | Maiden Creek        | États-Unis                       | 6 165         | SNF-17  | Endommagé - Irrécupérable |
| 3 mai 1944      | USS Menges (DE-320) | US Navy                          | 1 200         | GUS-38  | Endommagé                 |
| 4 mai 1944      | FFL Sénégalais      | Forces navales françaises libres | 1 300         | GUS-38  | Endommagé                 |

### Source et bibliographie
- (en) Cet article est partiellement ou en totalité issu de l’article de Wikipédia en anglais intitulé « German submarine U-371 » (voir la liste des auteurs).
- Chris Bishop, historien militaire (trad. de l'anglais par Christian Muguet), Les sous-marins de la Kriegsmarine : 1939-1945 : le guide d'identification des sous-marins [« The spellmount submarine identification guide : Kriegsmarine U-boats 1939-1945 »], Paris, Éd. de Lodi, 2008, 192 p. (ISBN 978-2-84690-327-1, OCLC 470721805, BNF 41298980)